# Museu de Ciências Naturais da Amazônia
O Museu de Ciências Naturais da Amazônia é um museu localizado na cidade de Manaus, Amazonas. Fundado em 22 de junho de 1988, a sua inauguração comemorou os 80 anos de imigração japonesa ao Brasil - enxergando a necessidade das crianças brasileiras ao que há de fauna e flora e também aos estrangeiros que conhecerem o museu.  
É administrado pela Associação Naturalista do Amazonas e possui uma área construída de 600m² e um bosque natural de 3,5 hectares. 
O Museu tem um acervo constituído por cerca de 50 animais da floresta amazônica empalhados, 120 insetos e 120 espécies de peixes -  destacam-se os piraíbas, tucunarés e tambaquis. 